# Guimaras (Insel)
Guimaras ist eine philippinische Insel südlich von Panay. 
Die Insel liegt im Süden der Guimaras-Straße zwischen den großen philippinischen Inseln Panay im Norden und Negros im Osten. Im Südosten sind kleinere Inseln vorgelagert, die größte heißt Inampulugan.
Die Insel Guimaras bildet den Hauptteil der gleichnamigen Provinz Guimaras. In den Gewässern der Insel liegt das Taklong Island National Marine Reserve, das 1990 gegründet wurde und im Gebiet der Gemeinde Nueva Valencia liegt.

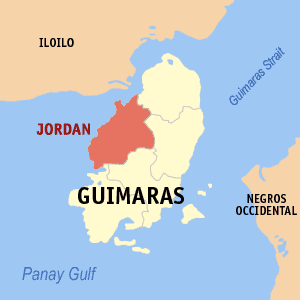
Jordan auf Guimaras

Hauptstadt ist Jordan im Nordwesten der Insel, gegenüber der Küste von Panay mit der Provinz Iloilo.
Inzwischen bildet die Insel gemeinsam mit der benachbarten Stadt Iloilo City eine Metropolregion, die Metro Iloilo-Guimaras heißt.
Am 11. August 2006 sank der philippinische Tanker Solar 1, dessen Ladung von etwa 2100 Tonnen Bunkeröl ins Meer floss und eine Umweltkatastrophe verursachte.